# Elżbieta Krzesińska
Elżbieta Maria Krzesińska, també coneguda com a Elżbieta Duńska o Elżbieta Krzesińska-Duńska, (Varsòvia, Polònia 11 de novembre 1934 - 29 de desembre 2015) fou una atleta polonesa, guanyadora de dues medalles olímpiques i especialista en salt de llargada. Es casà amb el saltador de perxa Andrzej Krzesiński, del qual en prengué el cognom.
Va participar, als 17 anys, en els Jocs Olímpics d'Estiu de 1952 realitzats a Hèlsinki (Finlàndia), on finalitzà dotzena en la competició femenina de salt de llargada. En els Jocs Olímpics d'Estiu de 1956 realitzats a Melbourne (Austràlia) aconseguí la medalla d'or d'aquesta competició, un metall que es transformà en plata en els Jocs Olímpics d'Estiu de 1960 realitzats a Roma (Itàlia), en quedar per darrere la soviètica Vera Krepkina.
L'agost de 1956 aconseguí establir un nou rècord del món en el salt de llargada a l'aconseguir un salt de 6.35 metres a Budapest, una distància que igualà el novembre d'aquell any en els Jocs Olímpics de Melbourne.
Fent gala d'una gran versatilitat en la pista al llarg de la seva carrera aconseguí guanyar set vegades el campionat nacional de salt de llargada (1952-1954, 1957, 1959 i 1962-1963), dues vegades el campionat de pentatló (1953 i 1962) i una vegada els 80 metres tanques (1957). En el Campionat d'Europa d'atletisme aconseguí guanyar dues medalles, una d'elles de plata.
Entre el 1981 i el 2000 va viure als Estats Units.

## Millors marques
- Salt d'alçada. 1m 625cm (1955)
- Salt de llargada. 6m 35cm (1956)[3]